# Maolin
Maolin (chinesisch 茂林區, Pinyin Màolín Qū) ist ein Stadtbezirk von Kaohsiung in der Republik China (Taiwan).

## Lage, Geografie und Klima
Maolin zählt zu den flächenmäßig größeren Stadtteilen von Kaohsiung, ist jedoch mit einer Bevölkerungsdichte von 10 Ew./km² nur sehr dünn besiedelt. Mit etwa 1930 Einwohnern ist es der Stadtteil Kaohsiungs mit der geringsten Einwohnerzahl. Die Bevölkerung setzt sich überwiegend aus Angehörigen des taiwanisch-indigenen Volks der Rukai zusammen.
Maolin liegt in den südöstlichen Ausläufern des Taiwanischen Zentralgebirges und besteht ganz überwiegend aus bewaldetem Bergland. Das Klima in Maolin ist subtropisch mit heißen und feuchten Sommern. Die Jahresdurchschnittstemperatur liegt in den Tälern bei 24 °C und die heißesten bzw. kältesten Monate sind Juli bzw. Januar. Im Sommer bringt der Südwestmonsun intensive Niederschläge, während die Winter relativ trocken sind. Der durchschnittliche Jahresniederschlag liegt bei 2500–3000 mm.
Die benachbarten Verwaltungseinheiten sind (im Gegenuhrzeigersinn) die Stadtbezirke Tauyuan und Liugui von Kaohsiung im Norden bzw. Westen, die Landgemeinden Sandimen und Wutai im südlich angrenzenden Landkreis Pingtung und die Landgemeinde Yanping im östlich angrenzenden Landkreis Taitung.
| Maolin 茂林里 Wanshan 萬山里 Duona 多納里 |

## Geschichte
Die Rukai lebten auch nach der Inbesitznahme der Insel Taiwans durch das Kaiserreich China der Qing-Dynastie lange Zeit in relativer Unabhängigkeit im gebirgigen Landesinneren. Erst zur Zeit der japanischen Kolonialherrschaft (1895–1945) erfolgte ihre Unterwerfung und die administrative Durchdringung ihres Siedlungsgebiets. Der frühere Name des Gebietes war Duona (多納), in Minnan-Umschrift 屯子. Nach der Übernahme Taiwans durch die Republik China im Jahr 1945 wurde das Gebiet zunächst als ‚Landgemeinde Duona‘ (多納鄉,  Duōnà xiāng) im Landkreis Kaohsiung organisiert. Am 1. Dezember 1957 erfolgte eine Umbenennung in ‚Landgemeinde Maolin‘ (茂林鄉), zu Ehren des Lokalpolitikers Chen Maolin (陳茂林). Der Landkreis Kaohsiung wurde zum 25. Dezember 2010 aufgelöst und an die Stadt Kaohsiung angegliedert, wobei die Landkreisgemeinden, darunter auch Maolin, den Status von Stadtbezirken (區) erhielten. Seit dem 25. Dezember 2014 hat Maolin außerdem den Status einer „Berglandgemeinde der Ureinwohner“ mit besonderen Selbstverwaltungsrechten.

## Verwaltungsgliederung
Maolin ist in drei Stadtteile (里, Li) untergliedert: Maolin (茂林里), Wanshan (萬山里) und Duona (多納里).

## Wirtschaft
Wirtschaftliche Basis ist die Landwirtschaft. Die Bezirksverwaltung ist um die Förderung des Tourismus bemüht. Maolin, sowie das benachbarte Liugui und Teile von Sandimen (Landkreis Pingtung) sind Teil des Nationalen Landschaftsgebiets Maolin (chinesisch 茂林國家風景區, Pinyin Màolín Guójiā Fēngjǐng Qū, englisch Maolin National Scenic Area). Hier sind vielfältige Aktivitäten wie Wandern, Fahrradfahren, Schmetterlingsbeobachtungen (beste Jahreszeit zwischen November und März), Besichtigung heißer Thermalquellen, sowie das Erlebnis der indigenen Kulturen Taiwans möglich.

## Sehenswürdigkeiten
In Wanshan wurden Petroglyphen gefunden, die als alte Zeugnisse der Rukai-Kultur gelten. Sie wurden durch die Stadtverwaltung Kaohsiungs als „historische Stätte“ ausgezeichnet.

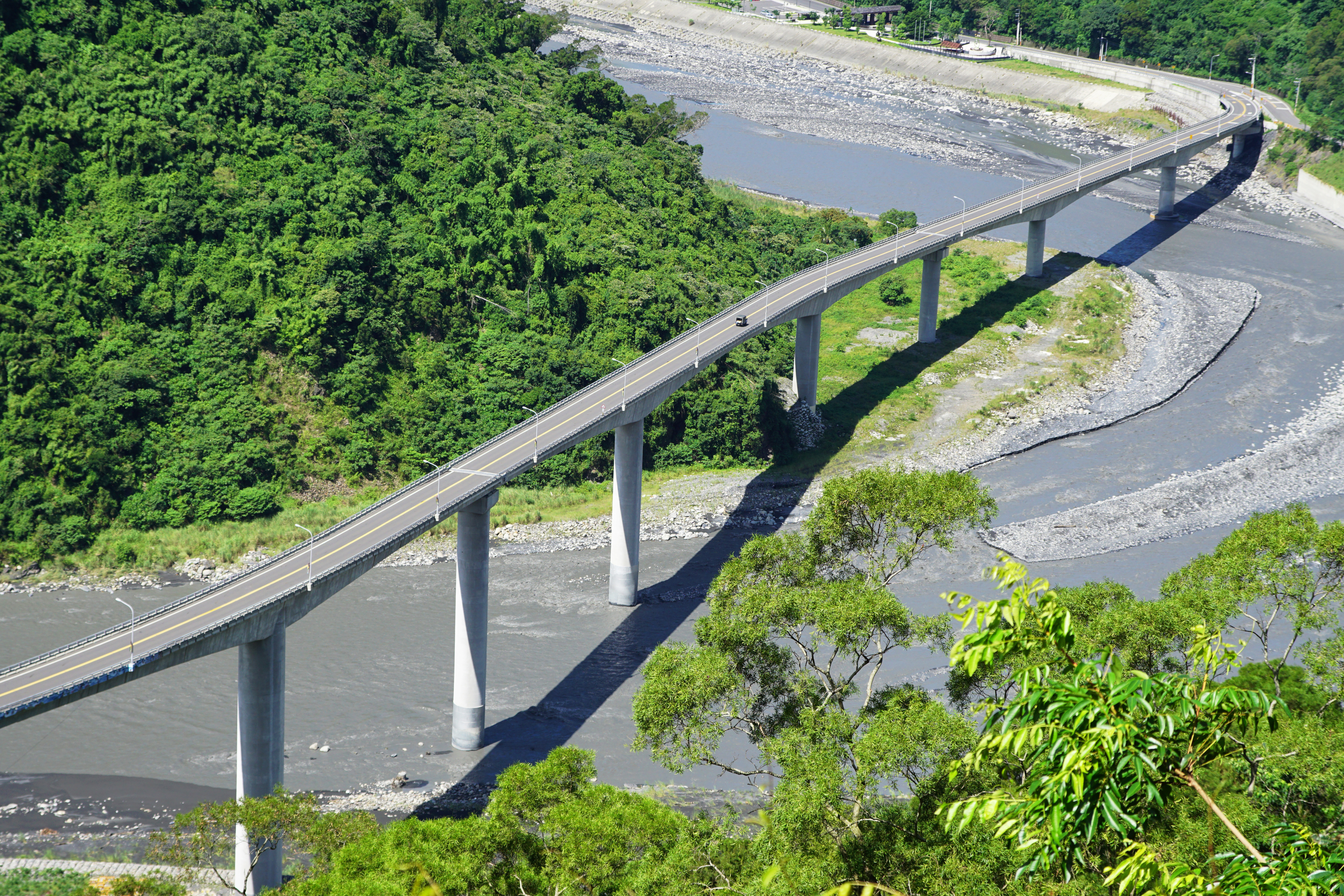
Deleriga-Brücke (得樂日嘎大橋) über den Fluss Zhuokou (濁口溪)
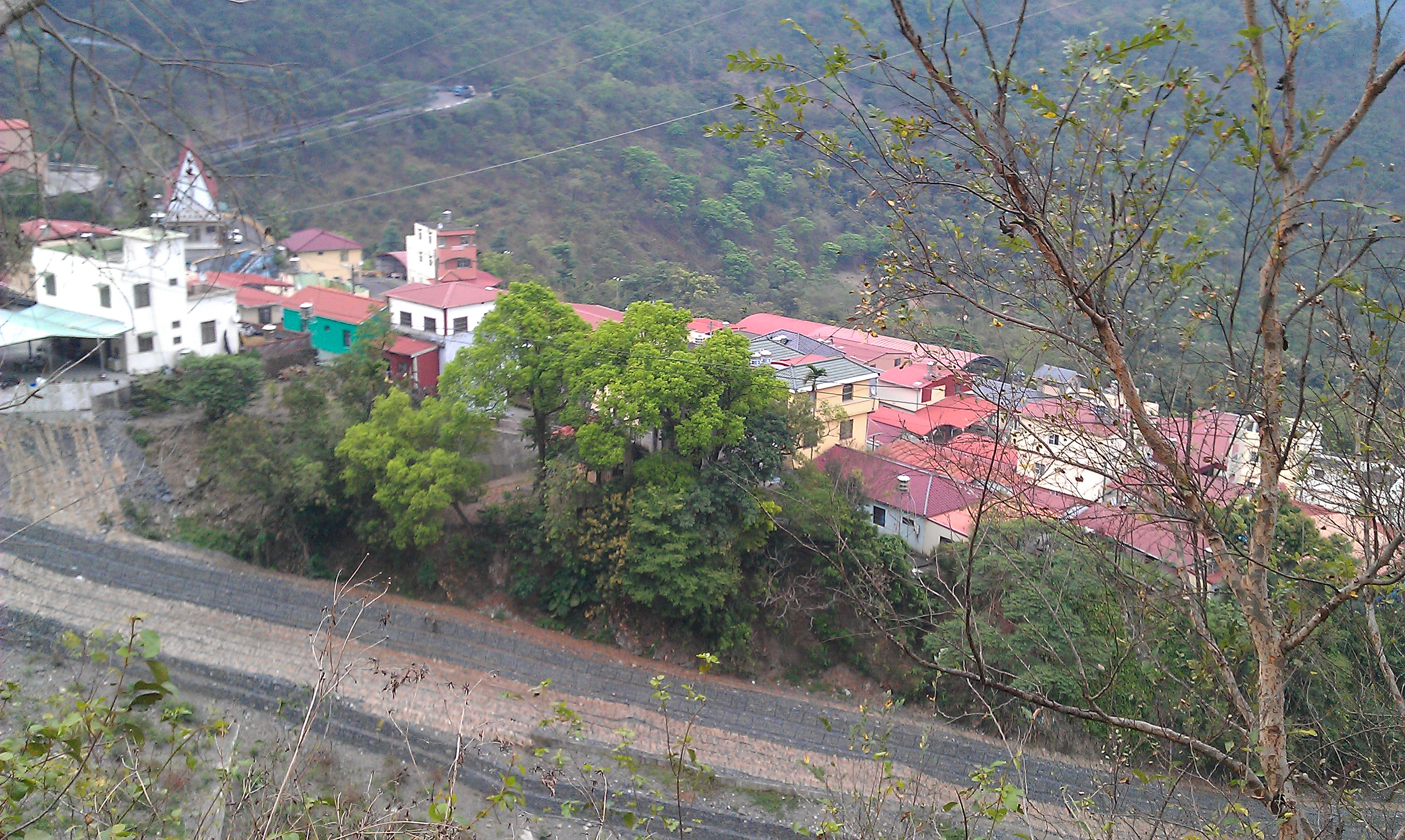
Wanshan (萬山里)

## Persönlichkeiten
- Wu Li-hua (* 1969), Politikerin